# Llandudno

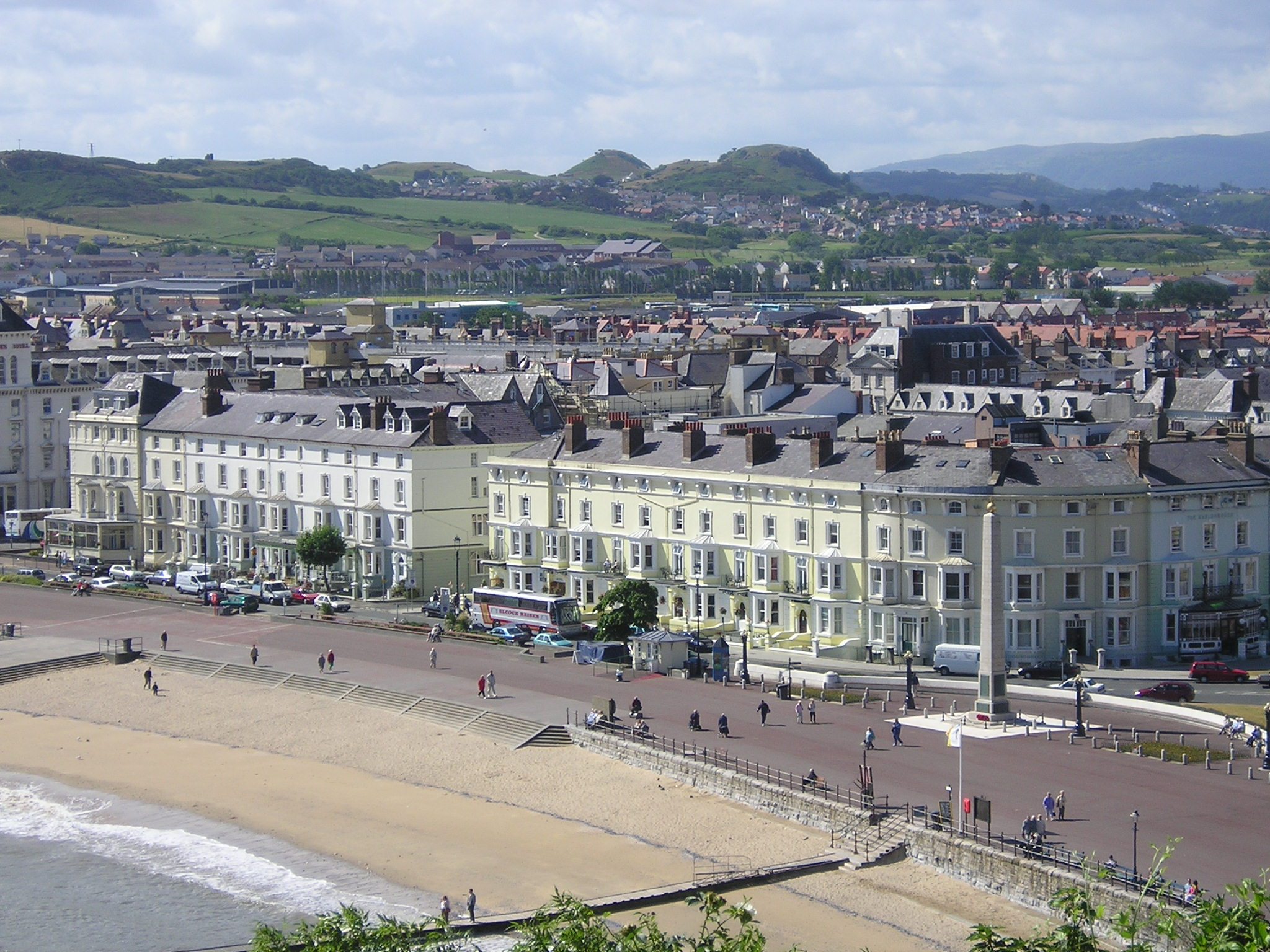
Llandudno South Parade (na costa norte) visualizado a partir de Great Orme, com os montes duplos de Deganwy atrás.

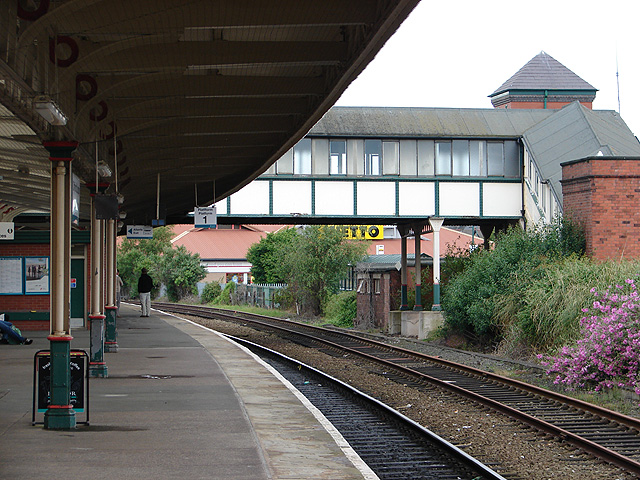
Llandudno Junction Station

Llandudno ( /θlænˈdɪdnoʊ/ ou  /lænˈdɪdnoʊ/; pronúncia do galês: [ɬanˈdɨ̞dnɔ]) é um resort à beira-mar, uma cidade e comunidade em Conwy, localizado na península de Creuddyn, no País de Gales, que se projeta para o Mar da Irlanda. Em 2011, segundo os censos do Reino Unido, a comunidade, que também inclui Penrhyn Bay e Penrhynside, tinha uma população de 20.701 habitantes. O nome da cidade deriva de seu padroeiro, Santo Tudno.
Llandudno, anteriormente "Queen of the Welsh Resorts" (Tradução livre: "Rainha dos Galeses Resorts"), título aplicado no início de 1864, é atualmente o maior resort à beira-mar, no país de Gales.

## História
A cidade de Llandudno, desenvolvida a partir da Idade da Pedra, Idade do Bronze e Idade do Ferro, com assentamentos ao longo de muitas centenas de anos, sobre as pistas do calcário promontório, conhecido para os marítimos, como o Great Orme e para os homens em terra como a península de Creuddyn.

### Desenvolvimento
Em 1847 teve um crescimento para mil habitantes, servidas pela igreja nova de São Jorge, construída em 1840. A grande maioria dos habitantes trabalhavam nas minas de cobre, outros trabalhavam na pesca e na agricultura de subsistência.
Em 1848, Owen Williams, um arquiteto e inspetor de Liverpool, apresentou planos ao Senhor Mostyn, para desenvolver um resort de férias nos pântanos atrás de Llandudno Bay. Estes foram entusiasticamente seguidos pelo Senhor Mostyn. A influência da imobiliária Mostyn e seus agentes, ao longo dos anos, foi fundamental no desenvolvimento de Llandudno, especialmente após a nomeação de George Felton como pesquisador e arquiteto em 1857. Entre 1857 e 1877 a parte central de Llandudno, foi desenvolvida na supervisão de Felton.[carece de fontes?]
Felton também se comprometeu com os projetos arquitetônicos, incluindo o design e a execução de Igreja da Santíssima Trindade na rua Mostyn.

## Transporte
A cidade fica próxima da linha férrea da costa Norte de Gales que foi inaugurada com o nome de Chester and Holyhead em 1848.
Ela tornou-se parte da London and North Western Railway, em 1859, e parte da London, Midland and Scottish Railway, em 1923.
Llandudno foi construída especificamente como um destino de férias da era Vitoriana,/ é servida por um ramo de linha férrea que foi inaugurada em 1858, a partir da estação Llandudno Junction com estações em Deganwy e Llandudno.

## Elétrico

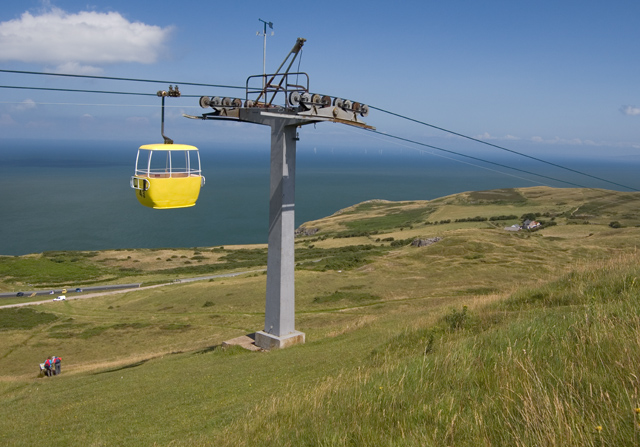

### Presente
- Great Orme Tramway

### Anterior
A Llandudno and Colwyn Bay Electric Railway operou um serviço de elétrico entre Llandudno e Rhos-on-Sea a partir de 1907, e estendido para Colwyn Bay, em 1908. O serviço foi fechado em 1956.

## Atrações

### Baía de Llandudno e o Norte da Costa
Uma praia de areia, cascalho e rochas de dois quilômetros, entre as cabeceiras do Great Orme e o Little Orme.
Na maior parte da costa norte da praia de Llandudno, há uma grande orla curva, repleta de construções com arquitetura Vitoriana. A orla é conhecida popularmente como The Parade, e é nas esquinas da orla que vários hotéis de Llandudno estão concentrados. Perto do centro da baía está o Venue Cymru, clube de vela de Llandudno, e uma rotunda marca o final desta secção da The Parade.

### Llandudno Pier

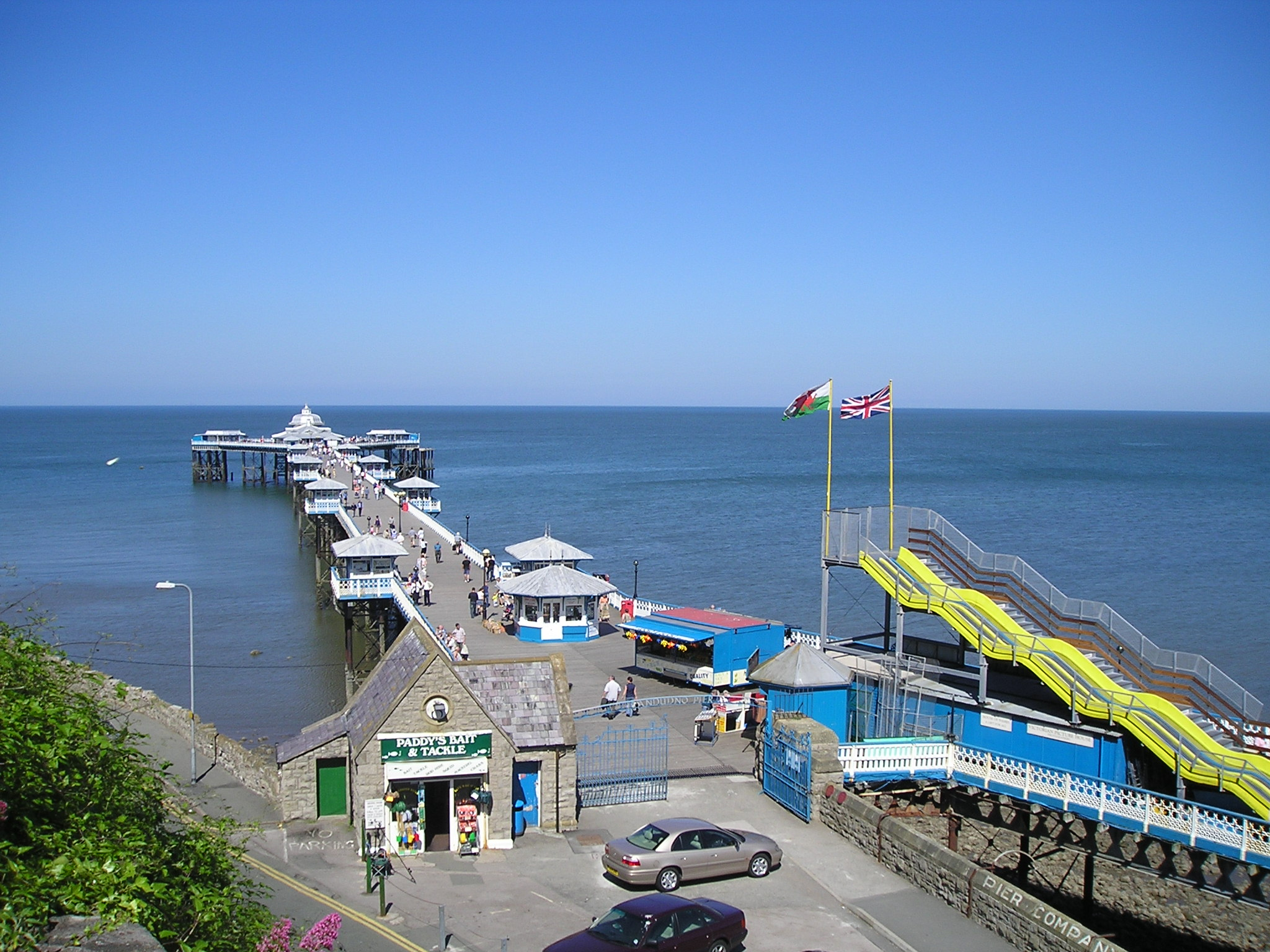
O píer Llandudno visto dos jardins Happy Valley.
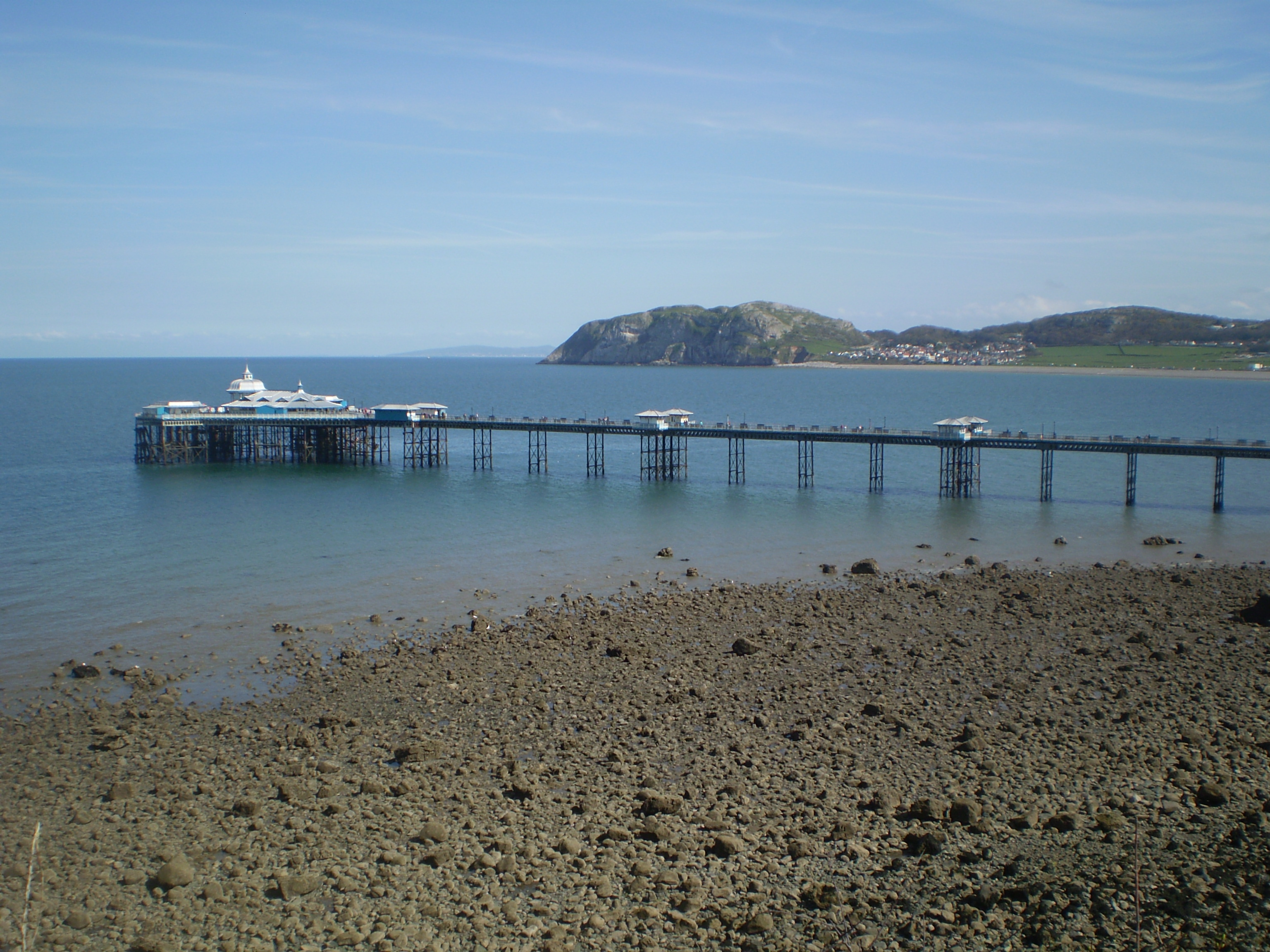
O píer Llandudno visto da Marine Drive.
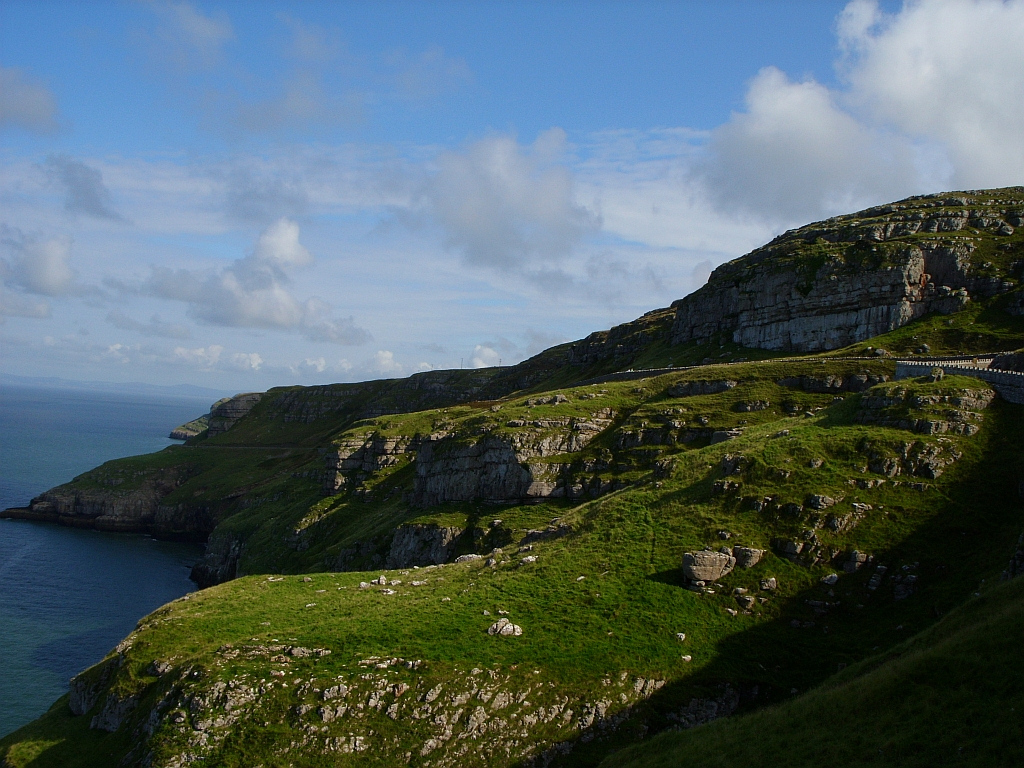
Vista para o Great Orme do farol de Llandudno.

O píer está localizado na costa norte, foi construído em 1878. O píer foi estendido em 1884, abrindo assim uma segunda entrada, ao lado do que foi a Baths Hotel (onde atualmente situa-se o Grand Hotel), a entrada principal localiza-se na rua Happy Valley. Com essa extensão, o píer ficou com o comprimento 2 295 pés (700 m): é o mais longo píer no país de Gales. Atrações do píer incluem um bar, um café, sala de jogos com fliperamas e uma variedade de lojas e quiosques.